# Mr. Soul
«Mr.Soul» es una canción del músico canadiense Neil Young, grabada por el grupo Buffalo Springfield e incluida en el álbum de estudio Buffalo Springfield Again (1967). La canción fue originalmente grabada el 9 de enero de 1967 en los Atlantic Studios de Nueva York, con una sesión adicional el 4 de abril del mismo año.
En la versión en directo incluida en el álbum Sugar Mountain - Live At Canterbury House 1968, Young comentó antes de interpretar la canción: «Una gran cantidad de canciones tardan mucho tiempo en escribirse. Generalmente toman una hora y media, dos horas. Pero esta tomó solo cinco minutos». Durante su carrera en solitario, Young grabó varias versiones del tema, tanto en directo, en álbumes como Unplugged (1993) y Year of the Horse (1997), como de estudio, en el álbum Trans (1982), con la voz modificada mediante un vocoder.

## Versiones
La canción fue adaptada por la banda Rush e incluida en el álbum de versiones Feedback, publicado en 2004. La canción es también frecuentemente interpretada en directo por la banda Widespread Panic. Además, el grupo The Icicle Works publicó una versión del tema como cara B sel sencillo «All the Daughters (Of Her Father's House)».
La canción fue también versionada por The Bluenote e incluida como cara B del sencillo «4-Day Weekend».